# Colori e simboli della Società Sportiva Taranto Calcio
I colori e simboli del Taranto Football Club 1927 sono i segni distintivi che caratterizzano la principale società di calcio di Taranto.

## Simboli ufficiali

### Stemma
Lo stemma ufficiale del Taranto non è sempre stato lo stesso ma ha avuto delle sostanziali variazioni nel corso della sua storia, negli ultimi vent'anni in particolare con il succedersi di nuove gestioni e a causa dei fallimenti societari.
Alcuni dei suoi elementi sono utilizzati da sempre come i colori rosso e blu e il vincolo con la sua città d'origine attraverso la rappresentazione del delfino già presente nello scudo comunale.
Il primo stemma societario, risalente al 1947, era a forma di goccia rovesciata con fondo bicromo rosso e blu verticale e includeva solo le iniziali della società, UST che stavano per Unione Sportiva ArsenalTaranto. Nel 1955 lo stemma cambiò in uno scudo sannitico diviso in tre parti orizzontalmente: in alto il nome della società A.S. Taranto, in basso due bande larghe uguali, rossa sopra e blu sotto, al centro vi era impresso un delfino in primo piano con un tridente sul fondo, simboli della città e sotto di esso due linee ondulate a simboleggiare il mare.

Stemma usato dal 1947 al 1955.

Questo stemma fu il più longevo della storia calcistica tarantina, durò infatti tre decenni fin quando la società, piena di debiti, l'11 aprile 1985 fu dichiarata fallita e cambiò denominazione in Taranto Football Club S.p.A. Lo stemma era costituito dalle iniziali FC opposte tra loro, la F color blu di Prussia, la C rovesciata di rosso lacca e il classico delfino tinto di giallo. Questo stemma venne poi sostituito nel 1991con un altro simile per forma al predecessore, cioè uno scudo sannitico, ma bordato di blu con fondo bianco e al centro un delfino rosso che emerge dal mare simboleggiato da una banda blu ondulata, in alto vi era il nome della società anch'esso di colore blu.
La radiazione dell'agosto 1993 portò alla creazione di una nuova società che ripartì dal Campionato Nazionale Dilettanti con un nuovo logo a forma di goccia rovesciata che riprese i colori rossoblù e il classico delfino. Anche questo stemma durò pochi anni finché non venne sostituito da uno nuovo completamente diverso per forma dai precedenti ma che richiamò alle origini del calcio tarantino. Il nuovo simbolo era infatti a forma di ellisse geometrica con quadrupla bordatura concentrica alternata in blu e bianco, il corpo centrale era a fondo blu con una A nella parte superiore e la scritta Arsenal Taranto sotto di essa.

Stemma usato dal 1985 al 1989.
Stemma usato dal 1989 al 1993.

Negli anni 2000 lo stemma è cambiato cinque volte ma oltre ai classici colori sociali e al delfino il simbolo della squadra cittadina si è avvicinato di più alla storia e alla mitologia della città con la comparsa di un nuovo elemento, per la nascita della Taranto Calcio S.r.l. è stato infatti realizzato un logo formato da uno scudetto diviso in due parti: in quella superiore vi era la scritta Taranto calcio ; in quella inferiore erano disegnate quattro bande verticali di colore rosso e blu alternate fra loro con al centro disegnato un delfino stilizzato cavalcato ora da un uomo con un tridente nella mano destra e un drappo avvolto all'avambraccio sinistro, il disegno era un chiaro richiamo allo stemma del Comune che a sua volta si rifaceva al mito di Taras, fondatore semidivino della città.
Anche il nuovo stemma della Taranto Sport, nata dalle ceneri di un nuovo fallimento nel 2004, ha ripreso lo stesso tema è in un ovale con bordo giallo oro a strisce rosse e blu diviso in due parti da una fascia giallo oro avente la scritta Taranto Sport, vi erano raffigurati nella parte superiore Nettuno cavalcante un delfino mentre nella parte inferiore un pallone maculato di colore bianco-nero.
Il tema si è ripetuto anche nel marchio del 2011 che consistette in uno scudetto con contorno blu al cui interno era rappresentato Taras a cavallo di un delfino con un drappo sul braccio destro e con la mano sinistra che impugnanava un tridente, l'immagine era di colore bianco su due fasce una di colore rosso ed una di colore blu separate da una linea di colore bianco. In alto a sinistra della figura di Taras era poi inserita una sfera di calcio stilizzata mentre al di sopra dell'immagine di Taras vi era in colore blu la scritta Taranto.
Con la fondazione della nuova società creata con il sostegno dei tifosi costituitisi in una fondazione è stato creato e adottato un nuovo stemma pensato per essere temporaneo, in attesa di sceglierlo con una consultazione presso gli stessi tifosi, esso rappresentava un profondo cambiamento rispetto alla tendenza degli anni precedenti. Scritto su uno scudo con bordo bianco l'interno era diviso in parte da sfondo blu con delfino stilizzato in bianco che punta il muso verso un pallone posto in basso, e in parte da sfondo rosso con data 1927 in blu, la parte superiore dello scudo ha la scritta Taranto in rosso e la scritta F.C. in blu. Nel gennaio del 2018 il presidente Giove annuncia l'adozione di un nuovo emblema che però non piace ai tifosi perché ritenuto troppo simile se non una mera copia dello stemma comunale ne dalla Fondazione Taras che rivendica il diritto, per statuto, di scegliere con il coinvolgimento dei tifosi, colori e simboli della società. A seguito di un concorso pubblico online che vede la partecipazione numerosa di tifosi e appassionati rossoblù viene infine scelto il nuovo logo presentato poi a stampa e tifosi con una diretta tv e online.
La versione attuale dello stemma è stata introdotta nell'estate del 2018, scelto nel ballottaggio finale dal 51,03% dei votanti, è diviso orizzontalmente in tre parti, in alto la scritta Taranto Fc in blu su banda bianca, al di sotto due bande, una rossa in alto e una blu in basso con al centro un delfino avvolto ad un tridente e la scritta 1927 al di sotto di esso.

Stemma utilizzato dal 2000 al 2005.
Stemma del Taranto dal 2005 al 2009.
Stemma utilizzato dal 2009 al 2012.

## La maglia

### Prima divisa
| 1968-1969 | 1972-1973 | 1975-1976 | 1977-1978 | 1979-1980 | 1980-1981 | 1982-1983 | 1983-1984 | 1984-1985 | 1985-1987 |

| 1987-1990 | 1991-1993 | 1997-1998 | 1998-1999 | 1999-2000 | 2000-2001 | 2001-2002 | 2002-2003 | 2005-2006 | 2007-2008 |

| 2009-2010 | 2010-2011 | 2011-2012 | 2012-2013 | 2014-2015 | 2015-2016 | 2016-2017 | 2017-2018 | 2018-2019 | 2019-2020 |

| 2020-2021 | 2021-2022 | 2022-2023 | 2023-2024 |

### Seconda divisa
| 1977-1978 | 1982-1983 | 1983-1984 | 1984-1985 | 1985-1986 | 1987-1988 | 1988-1989 | 1990-1991 | 1991-1992 | 1992-1993 |

| 1994-1995 | 1995-1996 | 1996-1997 | 1997-1998 | 1998-1999 | 1999-2000 | 2000-2001 | 2001-2002 | 2002-2003 | 2004-2005 |

| 2005-2006 | 2007-2008 | 2009-2010 | 2010-2011 | 2011-2012 | 2012-2013 | 2014-2015 | 2015-2016 | 2016-2017 | 2017-2018 |

| 2018-2019 | 2019-2020 | 2020-2021 | 2021-2022 | 2022-2023 | 2023-2024 |

### Terza divisa
| 1976-1977 | 1977-1978 | 1978-1979 | 1980-1981 | 1982-1983 | 1983-1984 | 1985-1986 | 1992-1993 | 1994-1995 | 1996-1997 |

| 1997-1998 | 2000-2001 | 2001-2002 | 2003-2004 | 2006-2007 | 2010-2011 | 2014-2015 | 2015-2016 | 2016-2017 | 2017-2018 |

| 2018-2019 | 2019-2020 | 2020-2021 | 2021-2022 | 2022-2023 | 2023-2024 |